# Klein Vrystaat
El Klein Vrystaat o Klein Vrijstaat (nom afrikaans traduït com Petit Estat Lliure, en angles Little Free State) fou una petita república bòer sud-africana que va existir del 10 de març del 1886 al 2 de maig del 1891, any en què fou incorporat de nou a la República Sud-africana (Transvaal). El seu president fou J.J. Bezuidenhout. La població era de només 72 persones (caps de família) i actualment a la comarca s'hi troba la ciutat de Piet Retief, a la província sud-africana de Mpumalanga.
Els bòers es van establir a terres cedides pel rei swazi Mbandzeni (1875-1889) vers el 1876 o 1877 a dos casadors, Joachim Johannes Ferreira i Frans Ignatius Maritz. Les terres mesuraven 14.580 hectàrees al nord-est de l'actual ciutat de Piet Retief. El territori els fou concedit per a pastures però els dos homes van obrir-lo a la colonització bòer i es van formar diverses petites granges. Uns anys després el rei els va concedir permís per formar un labdla (consell) i el 1886 van proclamar la independència i la república, i van constituir un govern regular dirigit per un president, amb lleis i constitució. Les queixes del rei Mbandzeni per sobrepassar els límits de la concessió, no van tenir efectes.
Els colons tenien forts llaços amb Transvaal, la bandera del qual (Vierkleur) van adoptar encara que la franja verda era de la mateixa amplada que les altres franges, mentre que a la bandera de Transvaal era d'una amplada superior (1,25). El 1888 Ferreira i Maritz van demanar la incorporació al Transvaal. Mbandzeni va proclamar la recuperació del territori i va exigir el pagament d'una renda anyal de 21 lliures, però ja no va poder fer res i el 1890, d'acord amb els termes de la Primera Convenció de Swaziland, el Petit Estat Lliure va quedar reconegut com a part del Transvaal, dins el districte de Piet Retief, i amb el consentiment britànic.